# Венеция-Джулия

Регион Венеция-Джулия в составе Итальянского королевства

Венеция-Джулия (итал. Venezia Giulia) — самый восточный регион Итальянского королевства в 1918—1945 годах. Состоял из территорий, известных до Первой мировой войны как Австрийское Приморье. Ныне это хорватская Истрийская жупания, Словенское Приморье и две итальянские провинции — Гориция и Триест.
Термин «Венеция-Джулия» ввёл в оборот в 1863 году лингвист из Гориции, Грациадио Исайя Асколи, подразделивший регион Венеция на три части — собственно Венето с Фриули, т. н. тридентинская Венеция (ныне область Трентино-Альто-Адидже) и юлийская Венеция. Естественным пределом Восточной Италии он считал Юлийские Альпы, ссылаясь при этом на восточные границы римской провинции Италия.
По окончании Рисорджименто в Италии стали набирать обороты империалистические настроения, связанные с планами приращения территории Италии на востоке за счёт Габсбургской монархии. В погоне за этими землями Италия вступила в Первую мировую войну, и по её итогам получила всё Австрийское Приморье, за исключением острова Крк и города Кастав, которые отошли к Югославии.
В межвоенные годы в провинции Венеция-Джулия, основное население которой составляли славянские народы, проводилась политика насильственной итальянизации. С приходом к власти фашистов были запрещены все языки, кроме итальянского, гонениям подвергалась местная культура. Уже в 1923/1924 учебном году итальянский язык стал языком обучения в первых классах хорватских и словенских школ, а в 1925 году на него было переведено делопроизводство и судопроизводство. Наконец 1 марта 1926 года были запрещены уроки сербо-хорватского языка. В ответ местное население стало посылать детей учиться в соседнее Королевство сербов, хорватов и словенцев, но такие попытки были пресечены властями, которые запретили подобное обучение за границей указом от 3 декабря 1928 года. Также итальянизация коснулась фамилий местного населения. Королевский декрет от 25 мая 1926 года возвратил первоначальный облик итальянских фамилий в провинциях Тридент и Юлийской Крайне. Процесс итальянизации фамилий затянулся — королевский декрет от 7 апреля 1927 года продлил действия упомянутого документа от 25 мая 1926 года. За отказ от изменения фамилии полагался ощутимый штраф — от 500 до 3000 лир. Только в апреле — сентябре 1928 года местный префект своим декретом изменил более 2300 словенских и хорватских фамилий. Что касается цыган, то в 1938 году около сотни представителей этого народа были переселены на Сардинию.
При Муссолини на полуостров Истрия было перевезено около 50 000 итальянских «колонистов». До 100 000 славянских жителей провинции эмигрировали за эти годы в Югославию.
На заключительном этапе Второй мировой войны Венеция-Джулия была занята силами Югославской армии (ЮА). Зоны оккупации ЮА и прочих Союзников были разграничены по т. н. линии Моргана. Из югославского сектора Венеции-Джулии начался массовый отток итальянцев. В 1945—1954 годах статус региона оставался предметом международных консультаций, однако в международных документах его название отныне писалось на югославский манер — Юлийская Крайна (Julijska Krajina).
В 1954 году вся Юлийская Крайна официально была передана ФНРЮ, за исключением свободной территории Триест, статус которой был окончательно определён только по договорённостям 1975 года. Из довоенного региона Венеция-Джулия в составе Италии ныне остаются лишь провинции Гориция и Триест, образующие (наряду с ещё двумя) область Фриули-Венеция-Джулия.